# Heureka (Plastik)

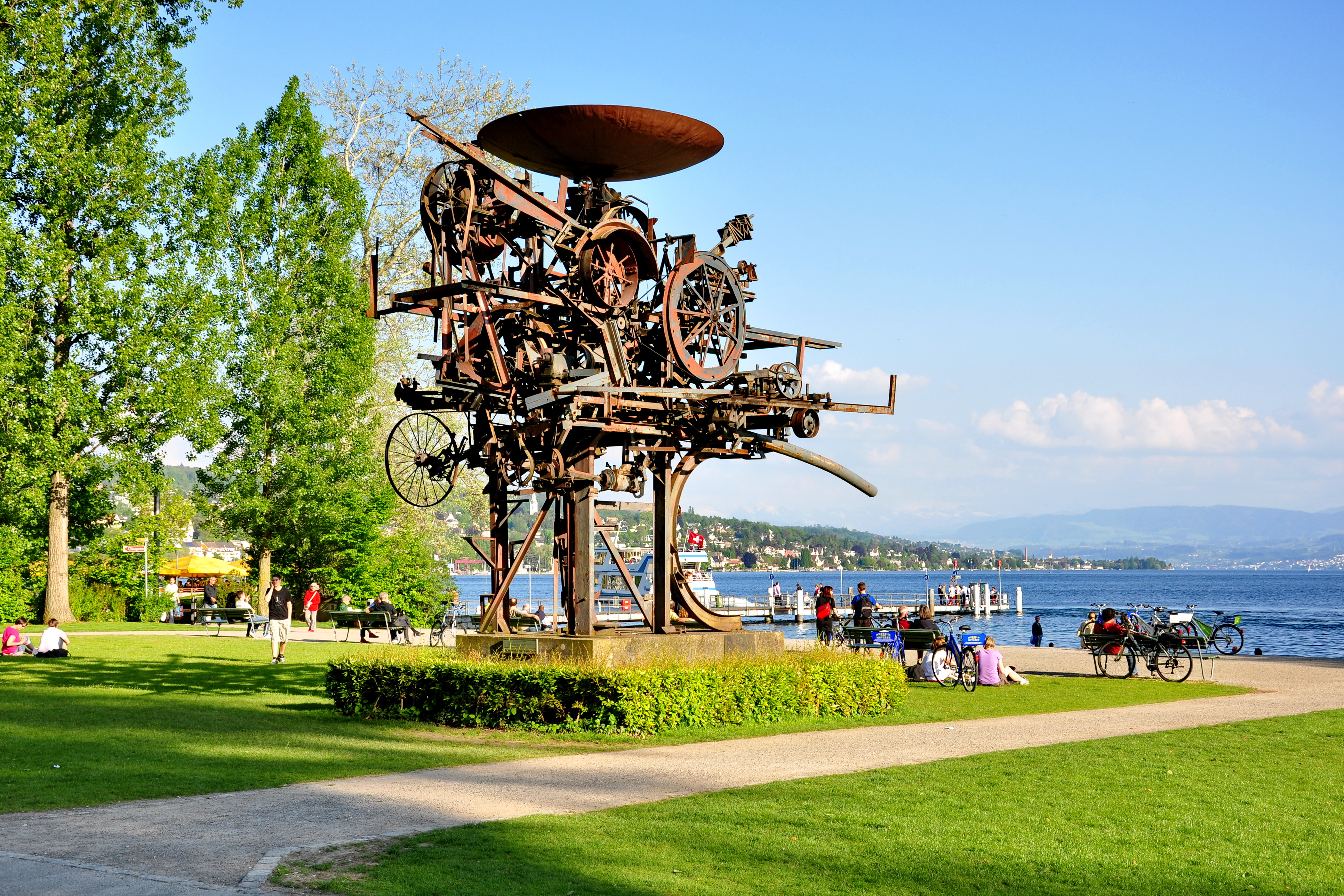
Heureka am Zürichhorn

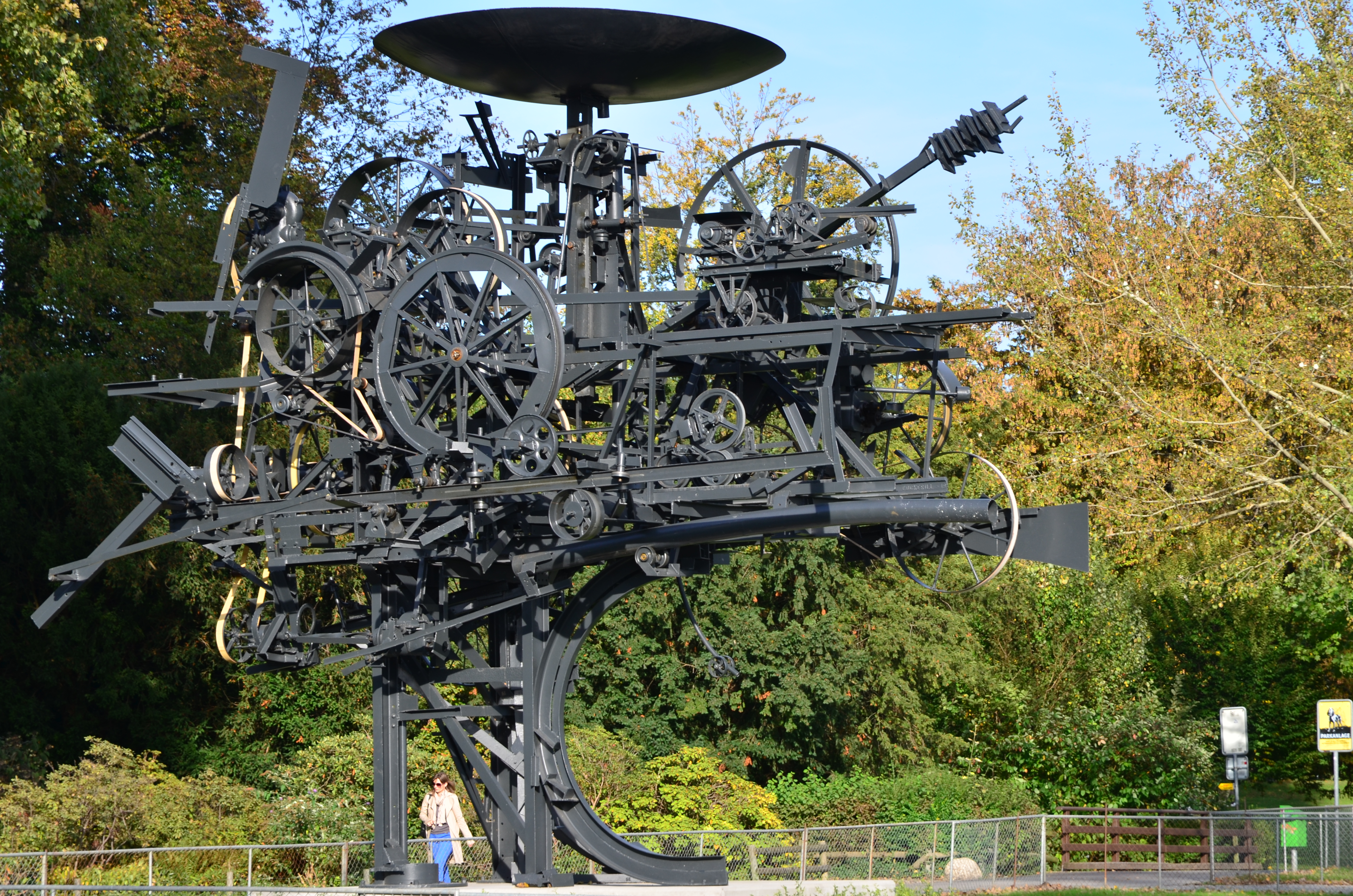
Seitenansicht

Heureka ist der Titel einer kinetischen Plastik des Schweizer Künstler Jean Tinguely, die sich ohne erkennbaren Zweck bewegt. Sie war Jean Tinguelys erste öffentliche Arbeit und wurde in den Jahren 1963 und 1964 für die Schweizerische Landesausstellung 1964 in Lausanne geschaffen. Seit 1967 steht sie beim Zürichhorn in Zürich.

## Titel
Der Titel «Heureka» (altgr. ηὕρηκα [hɛːǔ̯rɛːka]) ist ein Zitat des Archimedes von Syrakus und bedeutet «Ich hab’s gefunden». Das soll er vor Freude gerufen haben, als er beim Baden das Auftriebsprinzip durch einen Geistesblitz entdeckt hat. Es ist ein Ausspruch, der auf Erfinder oder Forscher passt, wenn sie eine bahnbrechende und meist nutzbringende Erfindung oder Entdeckung gemacht haben. Sie ist deshalb für eine absolut nutzlose Maschine ironisch zu verstehen. Tinguely selbst sagte, der Titel sei ein Scherz. Die Welschschweizer hätten im Gegensatz zu den Deutschschweizern den Titel nie richtig akzeptiert, die Idee hinter der Plastik dagegen besser verstanden als die Deutschschweizer.
Tinguely sagte bei der Radiodebatte «Tinguely sur Tinguely» der Radio-télévision belge in Brüssel am 13. Dezember 1982 : Die Welschschweizer «(...) haben immer nur von Tinguelys Maschine gesprochen. Für sie war es ein Synonym für eine Maschine, die überflüssige Handlungen verrichtet, die nutzlose Maschine, die irgendwie für die Entdeckung der Nicht-Entwicklung, der Nicht-Produktivität stand. Zum ersten Mal kamen den Schweizern Zweifel an Fortschritt und Kapitalismus auf! Das war 1964, und die Welschschweizer reagierten sofort auf die philosophische Bedeutung der Maschine, während die Deutschschweizer Heureka zwar sorgfältig in Augenschein nahmen (was nicht heisst, dass sie sie richtig verstanden), aber weniger empfänglich waren, was die Maschine eigentlich bedeutet. Der Titel Heureka – positiv, schön, korrekt – sollte offensichtlich in die Irre führen. Tatsächlich handelt es sich um einen Scherz.»

## Konzept
Die Maschine misst 780 × 660 × 410 cm. Sie besteht aus Eisenstangen, Stahlrädern, Metallrohren, Eisenschrott, Landwirtschaftsmaschinenteilen und verschiedenen Elektromotoren, die mit einer Spannung von 220 V betrieben werden. Die Plastik besteht aus fünf verschiedenen Einheiten mit je einem Motor. Zusammen führen sie zu der Dynamik der Maschine und den einzelnen Bewegungen der Teile, wie beispielsweise Hebe- und Senkbewegungen, Hin- und Herschwingen und Vor- und Zurückbewegung. Die Maschine wurde mattschwarz bemalt.
Tinguely entwarf die kinetische Grossplastik im Sinne der französischen Kunstrichtung des Nouveau Réalisme. Pierre Restany, Kunstkritiker und der theoretische Kopf des Nouveau Réalisme, forderte, nach dem Schock des Krieges «die Welt so zu akzeptieren, wie sie nun einmal war». Tinguely baute kleine Zeichenmaschinen, mit denen er die abstrakte Kunst verhöhnte, und Riesenmaschinen aus Schrott.

## Geschichte

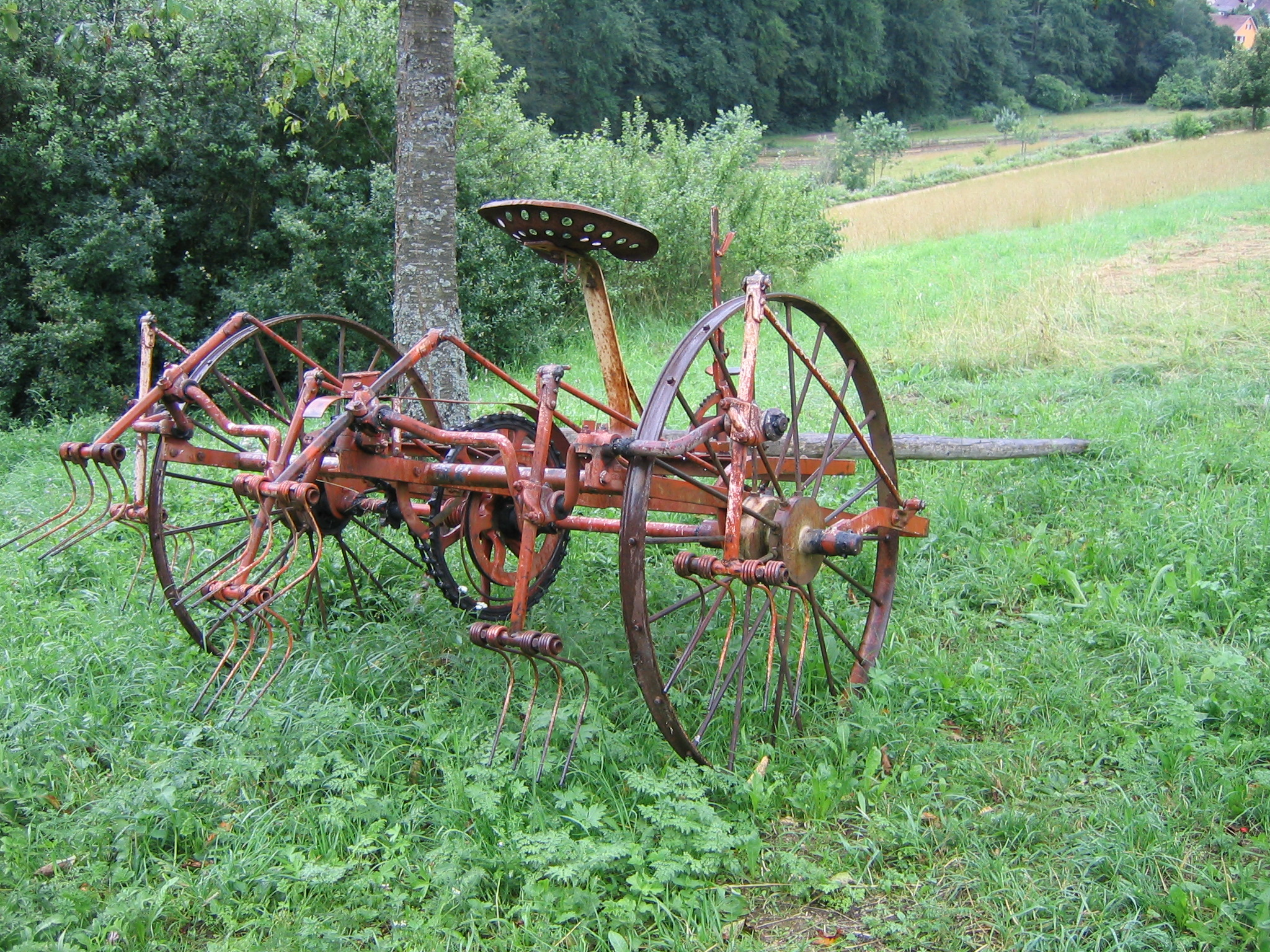
Beispiel eines Heuwenders, wie er für die Plastik gebraucht wurde.

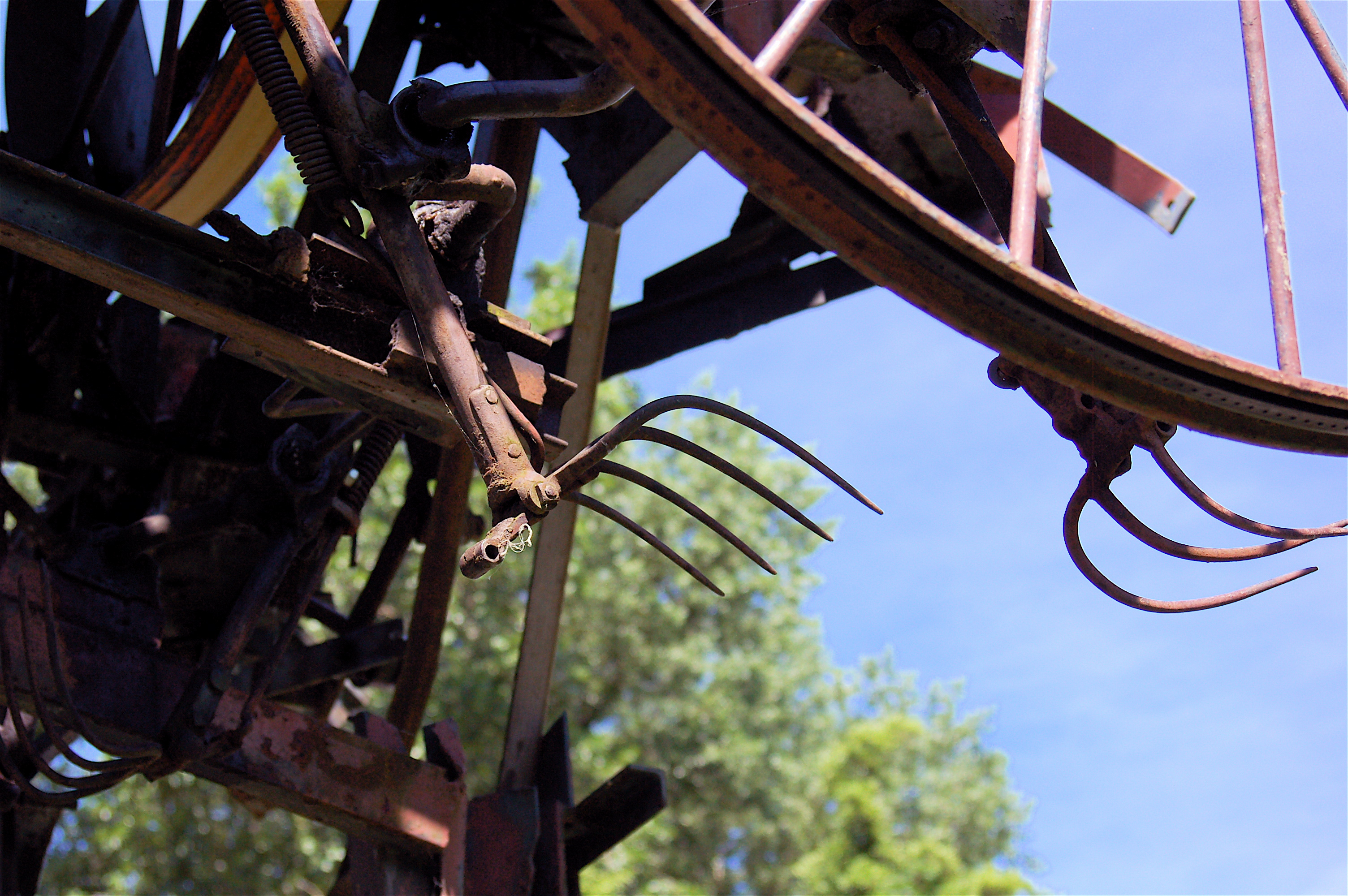
Heugabeln und Rad eines Heuwenders in der Plastik.

Für die Landesausstellung 1964 in Lausanne erhielt der Künstler von Chefarchitekt der Expo64 Alberto Camenzind den Auftrag einen «Signalturm» zu bauen. Jean Tinguely wohnte anfangs 1963 in Paris. Da aber die Ateliers der Impasse Ronsin abgerissen wurden, zog er mit Niki de Saint Phalle nach Lutry in die Nähe von Lausanne. Sie zogen später wieder nach Frankreich in ein ehemaliges Wirtshaus mit Tanzlokal Auberge au Cheval Blanc (Herberge zum Weissen Pferd) in Soisy-sur-École in der Gegend von Fontainebleau. Während dieser Zeit (1963 bis 1964) arbeitete er sechs Monate an der Heureka. Jean Tinguely entwarf die Plastik zuerst auf Papier in etlichen Skizzen. Dann baute er sie am Standort bei der Landesausstellung in Lausanne neben dem «Weg der Schweiz», dem allgemeinen Teil der Ausstellung. Dazu umgab er seinen zugewiesenen Platz mit allerlei tonnenschweren Alteisenstücken, Schienen, Stäben, Transmissionsrädern, Blechen und Grubenwägelchen. Diese Teile suchte er tagelang zusammen aus den Altschrotthaufen der Fabriken des letzten Jahrhunderts, des «Industriezeitalters». Und er suchte gezielt Teile, wie beispielsweise einen alten Heuwender mit Rad und Gabeln.
Nach der Ausstellung kaufte der Industrielle und Mäzen Walter Bechtler die Plastik für die Stadt Zürich. Sie wurde demontiert und auf seinem Fabrikareal deponiert. Die Standortsuche löste in der Stadt Kontroversen aus, denn einige Bürger befürchteten Lärm und kritisierten die Ästhetik der Plastik und wollten sie deshalb nicht in ihrer Nähe haben. Es wurden viele Standorte evaluiert, wie beispielsweise beim Kunsthaus, auf der SAFFA-Insel in Wollishofen oder neben dem Hallenstadion. Die Standortsuche zog sich in die Länge. Um einen dreiteiligen Bericht über die Schweiz («Switzerland») für die Expo 67 zu produzieren, übte der Filmemacher Ernst A. Heiniger Druck auf die Verantwortlichen aus, dass die Plastik aufgestellt wird, so dass er sie in vollem Betrieb für die Darstellung der zeitgenössischen Kunst der Schweiz dokumentieren konnte. Sie sollte als das Beispiel für das kulturelle Leben in der Schweiz im letzten Teil «Creation» des dreiteiligen Films «Switzerland» zu sehen sein. (Für diesen Film erhielt Ernst Heiniger 1968 den Zürcher Filmpreis.) So wurde die Plastik «provisorisch» auf dem Zürichhorn montiert. Sie war deshalb bewusst provisorisch aufgestellt, weil die ETH Zürich den Wunsch äusserte, dass die Plastik später auf dem neu gebauten Hönggerberger Campus aufgestellt wird. Daraus wurde nichts.
Im Sommer 2011 war die «Heureka» als Leihgabe der Stadt Zürich an der Kunstausstellung ARTZUID in Amsterdam.

## Interpretation
Für Jean Tinguely stellt die Maschine Humor und Poesie dar. Er schaffe als Künstler «freie und fröhliche» Maschinen. Die vielen Räder der Plastik seien Symbole für die Weisheit und den Wahnsinn in einem.
Der französische Kunstjournalist und -kritiker Michel Conil-Lacoste führt drei Deutungsweisen auf. Die soziologische Interpretation sieht die Maschine als eine Glorifizierung des industriellen Zeitalters. Die literarische Deutung sieht wegen der Dilatation- und der Kontraktionbewegungen eine Anspielung auf Edgar Allan Poes Werk Die Grube und das Pendel. In dieser Erzählung sitzt ein Protagonist im Kerker. Der Kerker wird immer kleiner, da die Wände und die Decke zusammenrücken. Ein sichelförmiges Pendel an der Decke droht den Protagonisten zu zerschneiden. Eine psychoanalytische Deutung sieht in der Maschine ein komplexes Gebilde aus bewegenden Balken und Röhren, die aber trotzdem flüssig den vorgezeichneten Wegen folgt. Es kann somit kollektive Verdrängung darstellen. Jeder einzelne geht einen vorgezeichneten Weg im Leben ohne aus seinem Weg auszubrechen oder ausbrechen zu können. Damit erinnert es wiederum an die Ikonografie von Osiris. Er wird einerseits als Vegetationsgott interpretiert, der Wachstum ermöglicht (die Lebendigkeit der Maschine), andererseits ist er der Totengott, vor dem sich jeder Mensch am Ende seines Lebens verantworten muss (vorgezeichnete Wege).

## Rezeption
Während der Landesausstellung gab es unterschiedliche Meinungen. Einige hielten die Maschine für einen üblen Scherz, andere interpretierten es als Satire auf die Tyrannei der Technik in der Zivilisation und wieder andere beurteilten die Plastik als ein sehr einfallsreiches Gebilde und in ihrer Gesamtheit eine Schönheit.
Gemäss einer offiziellen Stellungnahme aus den Zuschriften an den Zürcher Stadtrat, fand die Aufstellung der Plastik in Zürich Zustimmung vor allem bei Personen mit einem Alter bis 50 Jahren. Ältere Personen reagierten dagegen eher ablehnend.

## Details

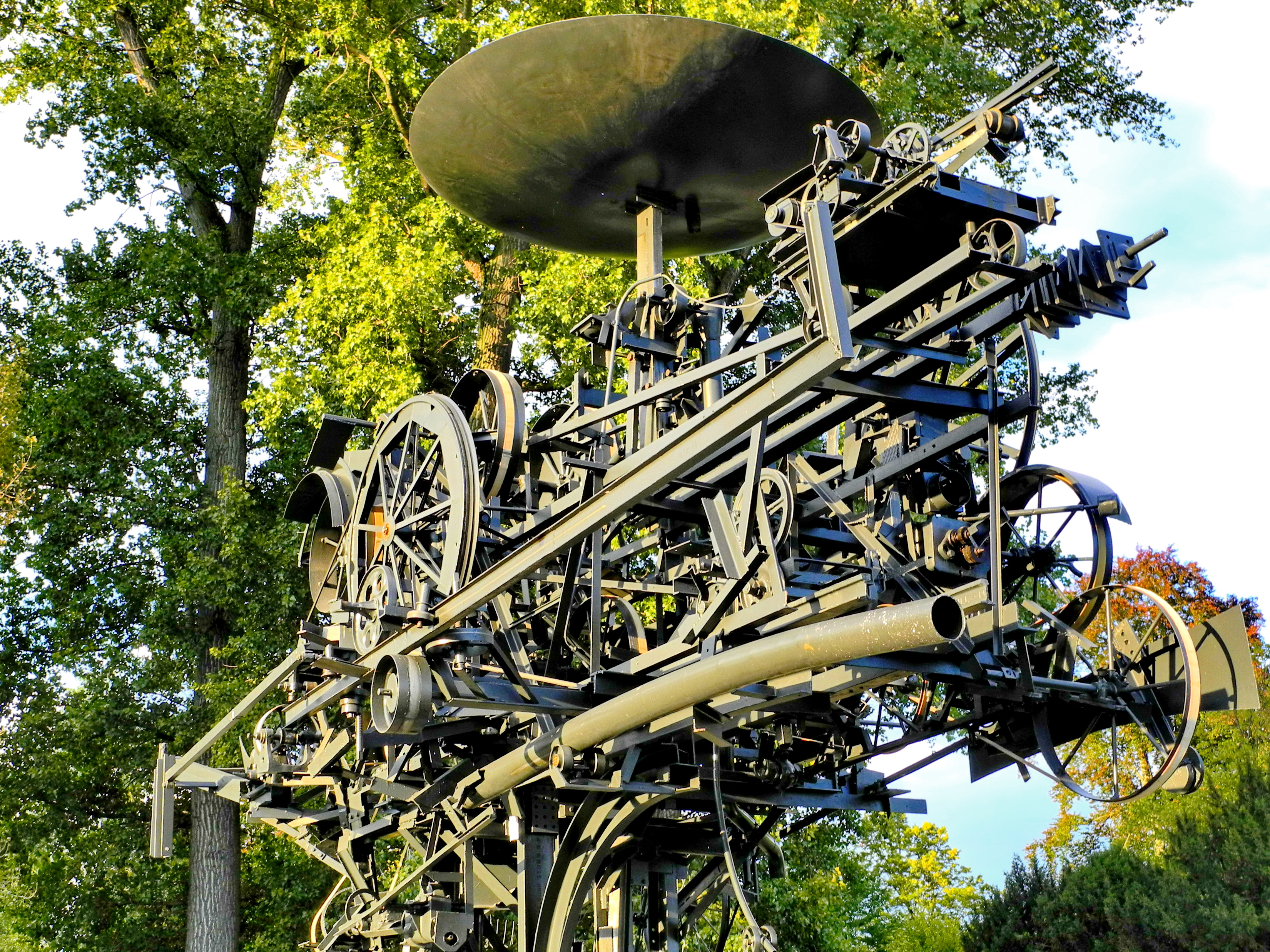
Seitenansicht schräg von unten
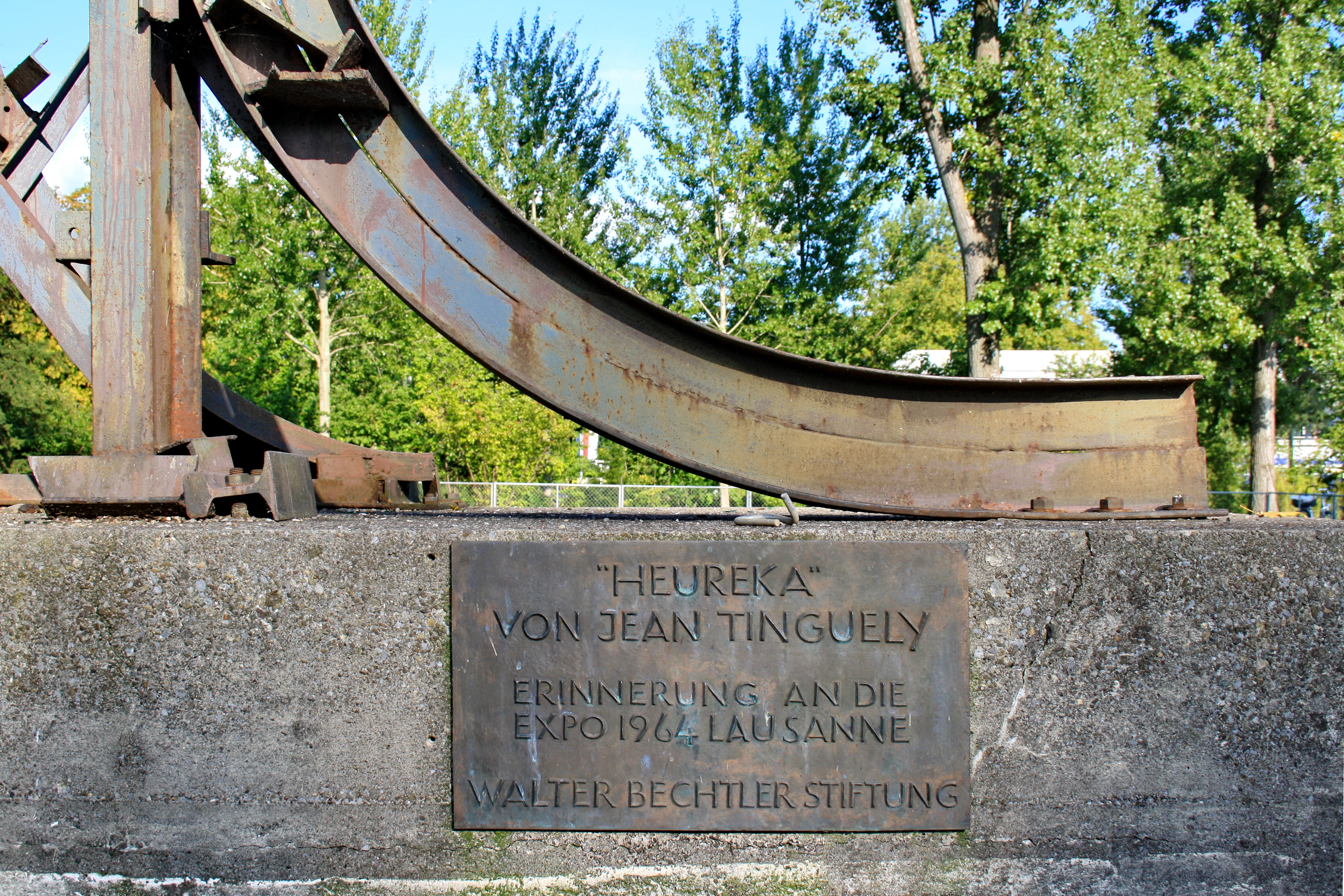
Fundament
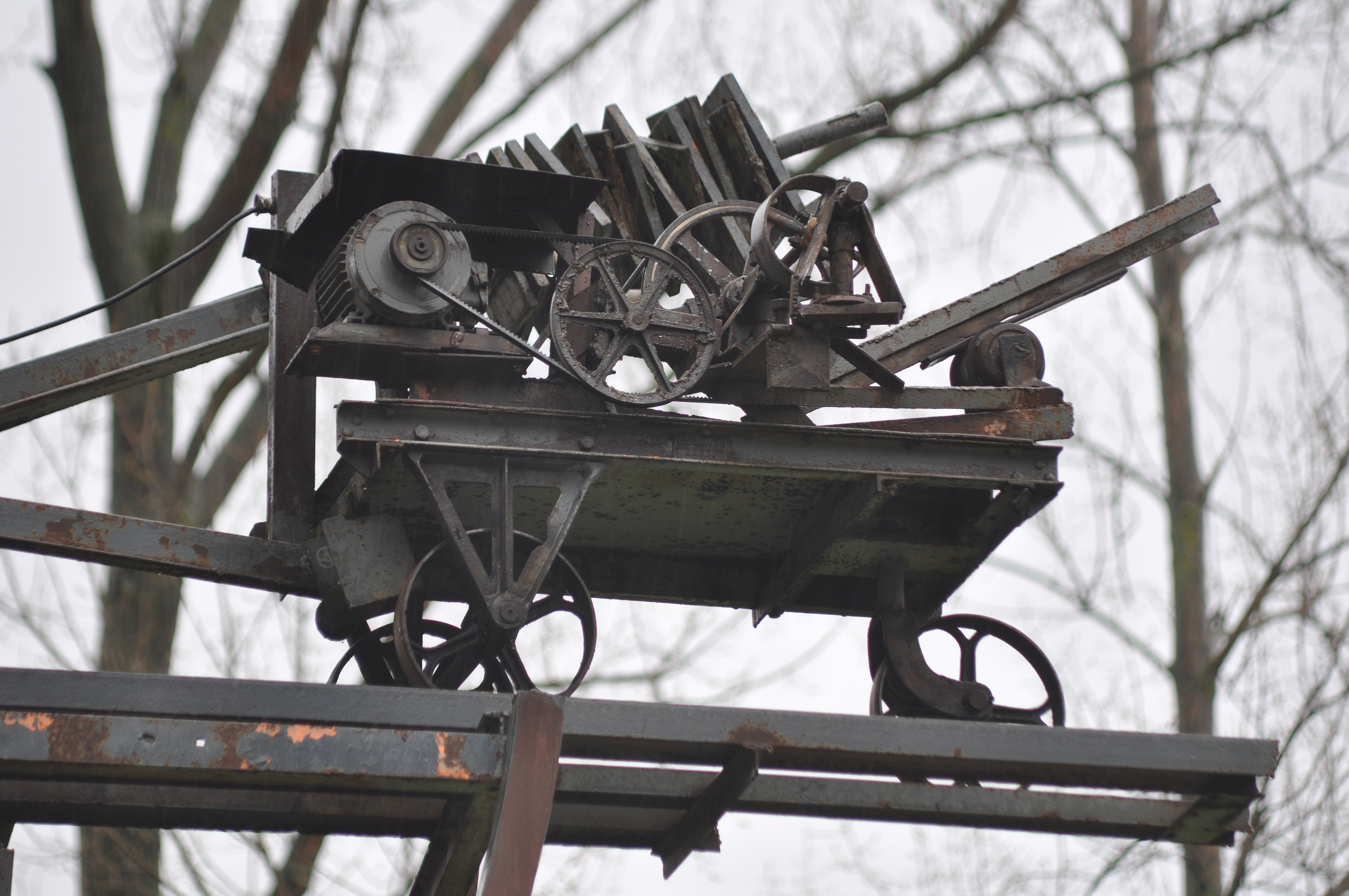
Ein Wagen, der von der Maschine vor- und zurückgeschoben wird und der selbst einen Stab wie ein Schwert nach vorne schwingt.
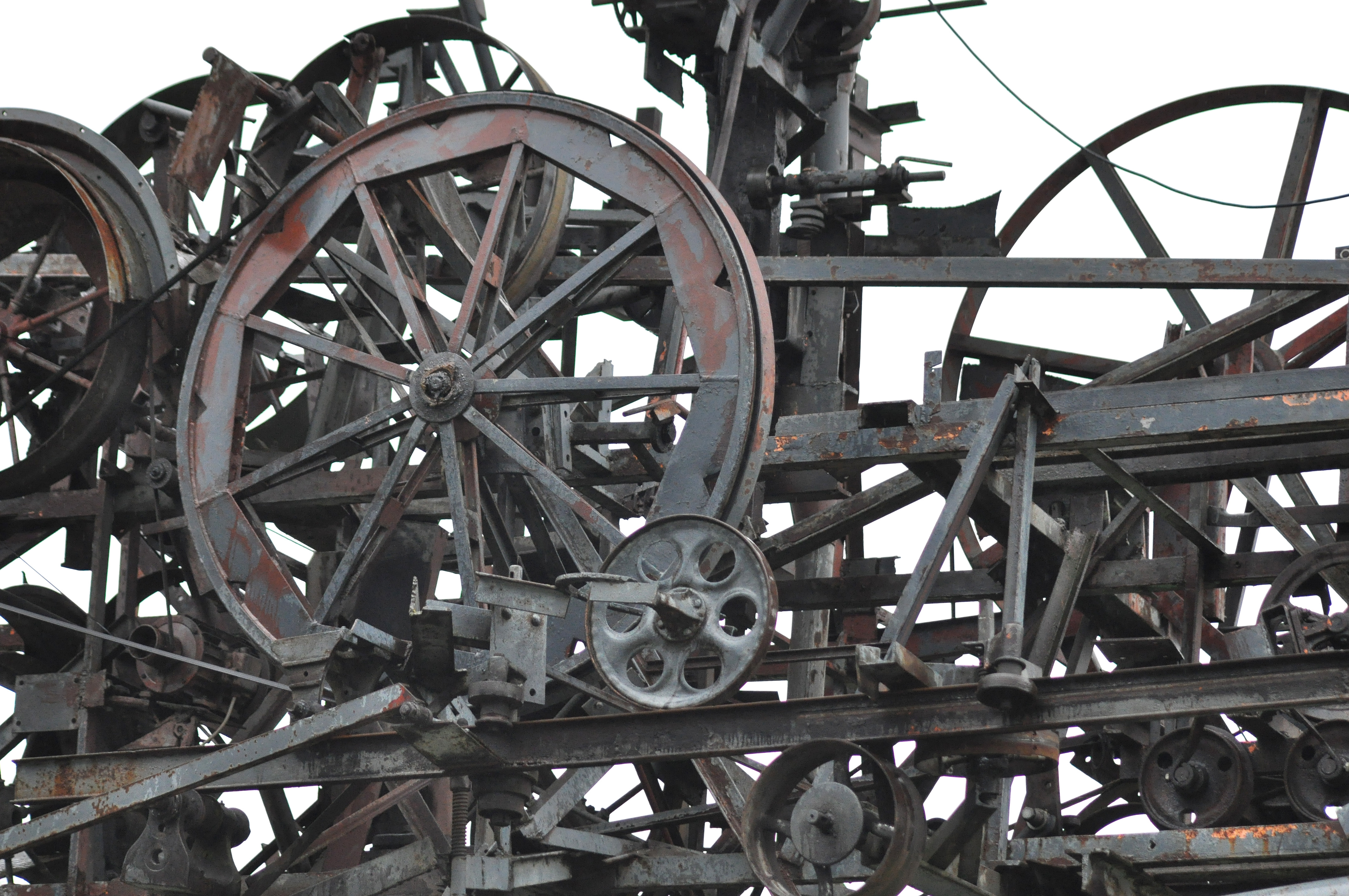
Das Räderwerk, in dem viele Räder synchron drehen und nichts antreiben.